# Vlad, o Empalador
Vlad III, comumente conhecido como Vlad, o Empalador (em romeno: Vlad Țepeș) ou Vlad Drácula (em romeno: Vlad Drăculea; Sighișoara, 1428/31 – Bucareste, 1476/77), foi Voivoda da Valáquia três vezes entre 1448 e sua morte em 1476/77. Ele é frequentemente considerado um dos governantes mais importantes da história da Valáquia e um herói nacional da Romênia.
Ele era o segundo filho de Vlad II Dracul, que se tornou o governante da Valáquia em 1436. Vlad e seu irmão mais novo, Radu, foram mantidos como reféns no Império Otomano em 1442 para garantir a lealdade de seu pai. O irmão mais velho de Vlad, Mircea, e seu pai foram assassinados depois que João Corvino, regente-governador da Hungria, invadiu a Valáquia em 1447. Corvino instalou o primo de segundo grau de Vlad, Ladislau II, como o novo voivoda. Corvino lançou uma campanha militar contra os otomanos no outono de 1448, e Ladislau o acompanhou. Vlad invadiu a Valáquia com apoio otomano em outubro, mas Ladislau retornou, e Vlad buscou refúgio no Império Otomano antes do final do ano. Vlad foi para a Moldávia em 1449 ou 1450 e depois para a Hungria.
As relações entre a Hungria e Ladislau se deterioraram mais tarde e, em 1456, Vlad invadiu a Valáquia com apoio húngaro. Ladislau morreu lutando contra ele. Vlad iniciou um expurgo entre os boiardos da Valáquia para fortalecer sua posição. Ele entrou em conflito com os saxões da Transilvânia, que apoiavam seus oponentes, Dan e Bassarabe III (que eram irmãos de Ladislau), e o meio-irmão ilegítimo de Vlad, Vlad Călugărul. Vlad saqueou as aldeias saxônicas, levando os capturados para a Valáquia, onde os empalou (o que inspirou seu cognome). A paz foi restaurada em 1460.
O sultão otomano, Maomé II, ordenou que Vlad lhe prestasse homenagem pessoalmente, mas Vlad mandou capturar e empalar os dois enviados do sultão. Em fevereiro de 1462, ele atacou o território otomano, massacrando dezenas de milhares de turcos e búlgaros muçulmanos. Maomé lançou uma campanha contra a Valáquia para substituir Vlad pelo irmão mais novo de Vlad, Radu. Vlad tentou capturar o sultão em Târgoviște durante a noite de 16–17 de junho de 1462. O sultão e o principal exército otomano deixaram a Valáquia, mas cada vez mais valáquios desertaram para Radu. Vlad foi à Transilvânia para buscar ajuda de Matias Corvino, Rei da Hungria, no final de 1462, mas Corvino o prendeu.
Vlad foi mantido em cativeiro em Visegrád de 1463 a 1475. Durante esse período, histórias sobre sua crueldade começaram a se espalhar pela Alemanha e Itália. Ele foi libertado a pedido de Estêvão III da Moldávia no verão de 1475. Ele lutou no exército de Corvino contra os otomanos na Bósnia no início de 1476. Tropas húngaras e moldavas o ajudaram a forçar Bassarabe Laiotă (que havia destronado o irmão de Vlad, Radu) a fugir da Valáquia em novembro. Bassarabe retornou com apoio otomano antes do final do ano. Vlad foi morto em batalha antes de 10 de janeiro de 1477.
Livros descrevendo os atos cruéis de Vlad estavam entre os primeiros bestsellers nos territórios de língua alemã. Na Rússia, histórias populares sugeriam que Vlad só conseguiu fortalecer seu governo central aplicando punições brutais, e muitos historiadores romenos do século XIX adotaram uma visão semelhante. O patronímico de Vlad inspirou o nome do vampiro literário de Bram Stoker, Conde Drácula.

## Nome

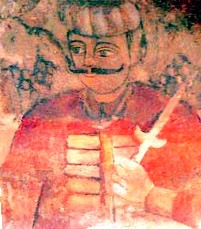
O pai de Vlad, Vlad II Dracul

O nome Dracula, que agora é conhecido principalmente como o nome de um vampiro, foi durante séculos conhecido como o apelido de Vlad III. Relatórios diplomáticos e histórias populares referiam-se a ele como Drácula, Dracuglia ou Drakula já no século XV. Ele próprio assinou suas duas cartas como "Dragulya" ou "Drakulya" no final da década de 1470. Seu nome teve origem no apelido de seu pai, Vlad II Dracul ("Vlad, o Dragão" em romeno medieval), que o recebeu depois de se tornar membro da Ordem do Dragão. Drácula é a forma genitiva eslava de Dracul, que significa "[o filho] de Dracul (ou o Dragão)". Em romeno moderno, dracul significa "o diabo", o que contribuiu para a reputação de Vlad.
Vlad III é conhecido como Vlad Țepeș (ou Vlad, o Empalador) na historiografia romena. Este apelido está ligado ao empalamento que era seu método favorito de execução. O escritor otomano Tursun Beg referiu-se a ele como Kazıklı Voyvoda (Senhor Empalador) por volta de 1500. Mircea, o Pastor, Voivode da Valáquia, usou este apelido ao se referir a Vlad III em uma carta de concessão em 1 de abril de 1551.

## Biografia
Vlad era o segundo filho legítimo de Vlad II Dracul, que era filho ilegítimo de Mircea I da Valáquia. Vlad II ganhou o apelido de "Dracul" por ser membro da Ordem do Dragão, uma fraternidade militante fundada por Sigismundo de Luxemburgo, Rei da Hungria. A Ordem do Dragão foi dedicada a deter o avanço otomano na Europa. Como ele tinha idade suficiente para ser candidato ao trono da Valáquia em 1448, o nascimento de Vlad teria sido entre 1428 e 1431. Vlad provavelmente nasceu depois que seu pai se estabeleceu na Transilvânia em 1429. O historiador Radu Florescu escreve que Vlad nasceu na cidade saxônica da Transilvânia de Sighișoara (então no Reino da Hungria), onde seu pai viveu em uma casa de pedra de três andares de 1431 a 1435. Os historiadores modernos identificam a mãe de Vlad como filha ou parente de Alexandre I da Moldávia ou como a primeira esposa desconhecida de seu pai.

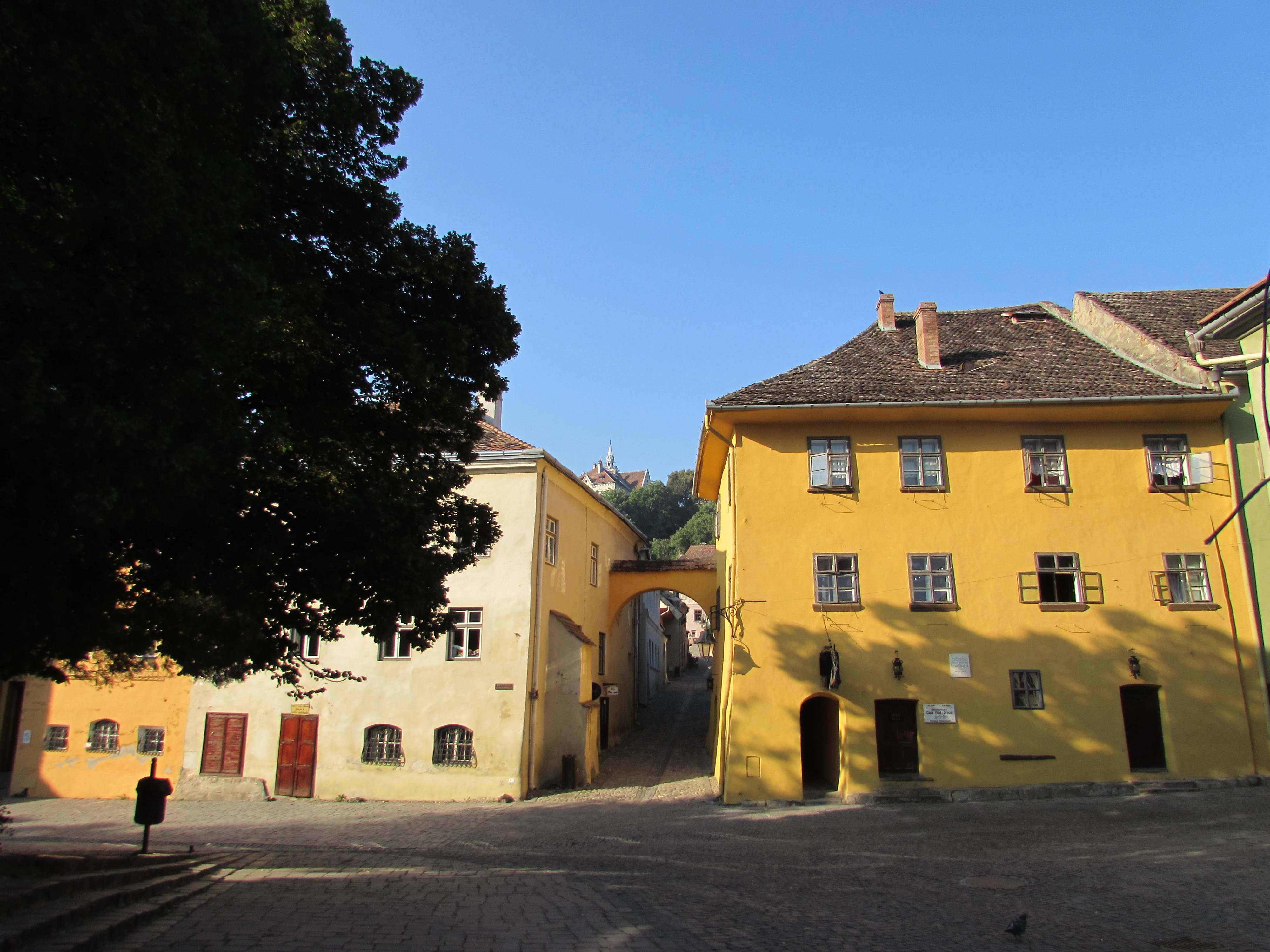
A casa na praça principal de Sighișoara onde o pai de Vlad viveu de 1431 a 1435

Vlad II Dracul tomou a Valáquia após a morte de seu meio-irmão Alexandre I Aldea em 1436. Uma das suas cartas (que foi emitida em 20 de janeiro de 1437) preserva a primeira referência a Vlad III e seu irmão mais velho, Mircea, mencionando-os como os "filhos primogênitos" de seu pai. Eles foram mencionados em quatro outros documentos entre 1437 e 1439. A última das quatro cartas também se refere ao seu irmão mais novo, Radu.
Após um encontro com João Corvino, Voivode da Transilvânia, Vlad II Dracul não apoiou uma invasão otomana da Transilvânia em março de 1442. O sultão otomano, Murade II, ordenou que ele fosse a Galípoli para demonstrar sua lealdade. Vlad e Radu acompanharam o pai ao Império Otomano, onde todos foram presos. Vlad Dracul foi libertado antes do final do ano, mas Vlad e Radu permaneceram reféns para garantir sua lealdade. Eles foram mantidos presos na fortaleza de Eğrigöz, Emit, de acordo com crônicas otomanas contemporâneas. Suas vidas ficaram especialmente em perigo depois que seu pai apoiou Ladislau, rei da Polônia e da Hungria, contra o Império Otomano durante a Cruzada de Varna em 1444. Vlad II Dracul estava convencido de que seus dois filhos seriam "massacrados em nome da paz cristã", mas nem Vlad nem Radu foram assassinados ou mutilados após a rebelião de seu pai.
Vlad Dracul reconheceu novamente a suserania do sultão e prometeu pagar-lhe um tributo anual em 1446 ou 1447. João Corvino (que se tornara então o regente-governador da Hungria em 1446), invadiu a Valáquia em novembro de 1447. O historiador bizantino Michael Critobulus escreveu que Vlad e Radu fugiram para o Império Otomano, o que sugere que o sultão permitiu que eles retornassem à Valáquia depois que seu pai lhe prestou homenagem. Vlad Dracul e seu filho mais velho, Mircea, foram assassinados. Corvino fez de Ladislau II (filho do primo de Vlad Dracul, Dan II) o governante da Valáquia.

## Reinados

### Primeiro reinado

Terras governadas por volta de 1390 pelo avô de Vlad, o Empalador, Mircea I da Valáquia (as terras do lado direito do Danúbio foram perdidas para os otomanos antes do reinado de Vlad)

Após a morte de seu pai e irmão mais velho, Vlad tornou-se um potencial pretendente à Valáquia. Ladislau II da Valáquia acompanhou João Corvino, que lançou uma campanha contra o Império Otomano em setembro de 1448.  Aproveitando a ausência do seu oponente, Vlad invadiu a Valáquia à frente de um exército otomano no início de outubro. Ele teve que aceitar que os otomanos capturaram a fortaleza de Giurgiu no Danúbio e a fortaleceram. 

Os otomanos derrotaram o exército de Corvino na Batalha do Kosovo entre 17 e 18 de outubro. O representante de Corvino, Nicholas Vízaknai, pediu a Vlad que fosse encontrá-lo na Transilvânia, mas Vlad recusou. Ladislau II retornou à Valáquia à frente dos remanescentes de seu exército. Vlad foi forçado a fugir para o Império Otomano por volta de 7 de dezembro de 1448.
Trazemos a vocês a notícia que [Nicholas Vízaknai] nos escreve e nos pede que tenhamos a gentileza de ir até ele até que [João Corvino]... retorne da guerra. Não podemos fazer isso porque um emissário de Nicópolis veio até nós... e disse com grande certeza que [Murade II havia derrotado Corvino]. ... Se chegarmos a [Vízaknai] agora, os [otomanos] podem vir e matar você e nós. Portanto, pedimos que tenham paciência até vermos o que aconteceu com [Corvino]. ... Se ele voltar da guerra, nós o encontraremos e faremos as pazes com ele. Mas se vocês forem nossos inimigos agora, e se algo acontecer, vocês terão que responder por isso diante de Deus.  – Carta de Vlad aos vereadores de Brașov

### No exílio
Vlad se estabeleceu pela primeira vez em Edirne, no Império Otomano, após sua queda. Pouco tempo depois, ele se mudou para a Moldávia, onde Bogdan II (cunhado de seu pai e possivelmente seu tio materno) subiu ao trono com o apoio de João Corvino no outono de 1449. Depois que Bogdan foi assassinado por Pedro III Aaron em outubro de 1451, o filho de Bogdan, Estêvão, fugiu para a Transilvânia com Vlad para buscar ajuda de Corvino. No entanto, Corvino concluiu uma trégua de três anos com o Império Otomano em 20 de novembro de 1451, reconhecendo o direito dos boiardos da Valáquia de eleger o sucessor de Ladislau II se ele morresse.
Vlad supostamente queria se estabelecer em Brașov (que era um centro dos boiardos da Valáquia expulsos por Ladislau II), mas Corvino proibiu os burgueses de lhe darem abrigo em 6 de fevereiro de 1452. Vlad retornou à Moldávia, onde Alexăndrel destronou Pedro Aaron. Os acontecimentos da sua vida durante os anos que se seguiram são desconhecidos. Ele deve ter retornado à Hungria antes das 3 de julho de 1456 porque, naquele dia, Corvino informou os habitantes da cidade de Brașov que havia encarregado Vlad da defesa da fronteira da Transilvânia.

### Segundo reinado

#### Consolidação

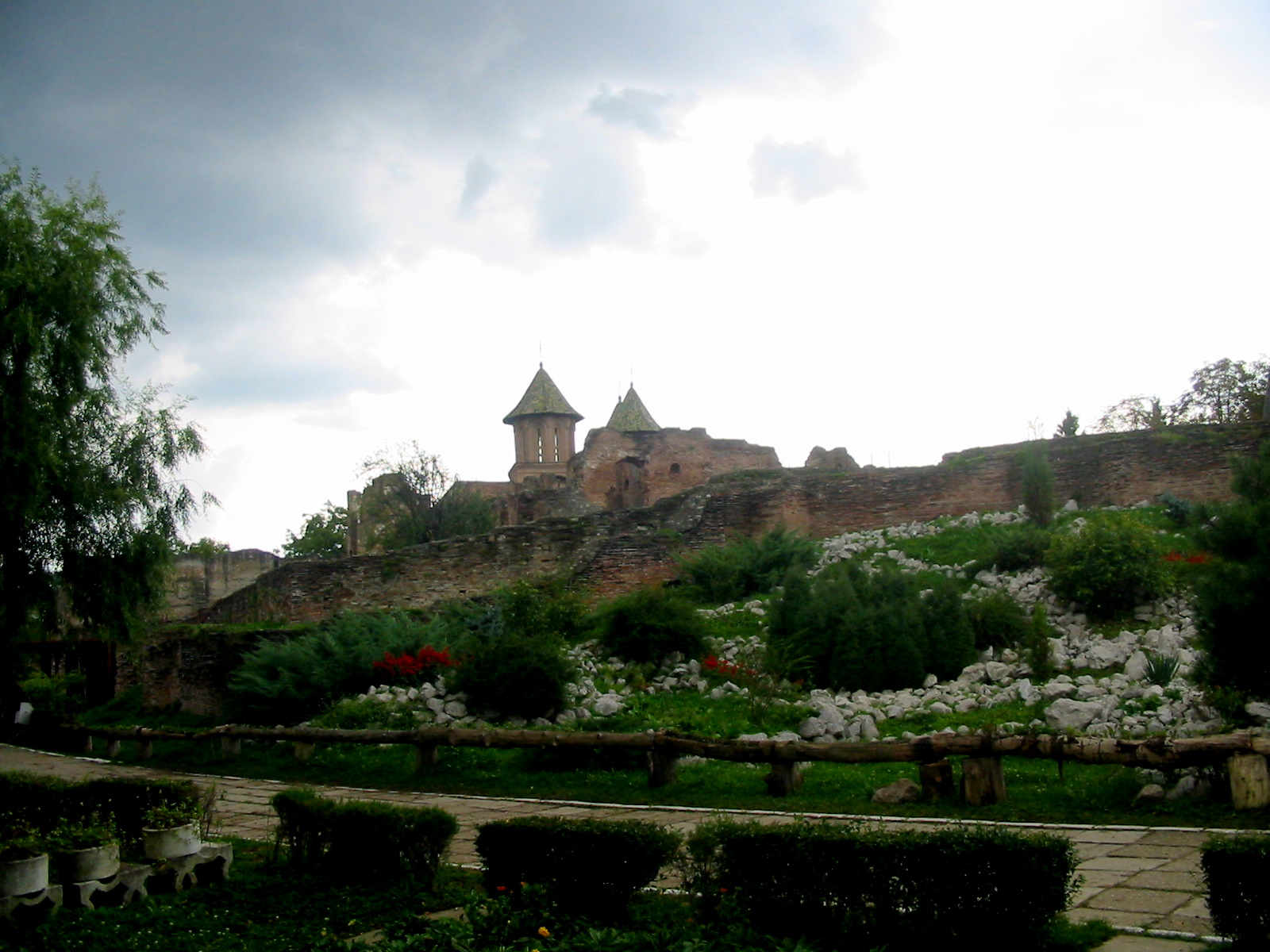
Ruínas da Princely Court in Târgovişte em Târgoviște

As circunstâncias e a data do retorno de Vlad à Valáquia são incertas. Ele invadiu a Valáquia com apoio húngaro em abril, julho ou agosto de 1456. Ladislau II morreu durante a invasão. Vlad enviou sua primeira carta existente como voivoda da Valáquia aos burgueses de Brașov em 10 de setembro. Ele prometeu protegê-los em caso de uma invasão otomana da Transilvânia, mas também buscou sua ajuda se os otomanos ocupassem a Valáquia. Na mesma carta, ele afirmou que “quando um homem ou um príncipe é forte e poderoso, ele pode fazer as pazes como quiser; mas quando ele é fraco, um mais forte virá e fará o que quiser com ele”, mostrando sua personalidade autoritária.
Várias fontes (incluindo a crônica de Laonikos Chalkokondyles) registraram que centenas ou milhares de pessoas foram executadas por ordem de Vlad no início de seu reinado. Ele iniciou um expurgo contra os boiardos que participaram do assassinato de seu pai e irmão mais velho ou que ele suspeitava de conspirar contra ele. Chalkokondyles afirmou que Vlad "rapidamente efetuou uma grande mudança e revolucionou completamente os assuntos da Valáquia" ao conceder "dinheiro, propriedade e outros bens" de suas vítimas aos seus retentores. As listas dos membros do conselho principesco durante o reinado de Vlad também mostram que apenas dois deles (Voico Dobrița e Iova) conseguiram manter seus cargos entre 1457 e 1461.

#### Conflito com os saxões
Vlad enviou o tributo habitual ao sultão. Depois que João Corvino morreu em 11 de agosto de 1456, seu filho mais velho, Ladislau Corvino, tornou-se capitão-geral da Hungria. Ele acusou Vlad de não ter "nenhuma intenção de permanecer fiel" ao rei da Hungria em uma carta aos burgueses de Brașov, ordenando-lhes também que apoiassem Vladislau. O irmão de II, Dan III, contra Vlad. Os burgueses de Sibiu apoiaram outro pretendente, um “padre dos romenos que se autodenomina filho de um príncipe”. Este último (identificado como irmão ilegítimo de Vlad, Vlad Călugărul) tomou posse de Amlaș, que era habitualmente detida pelos governantes da Valáquia na Transilvânia.

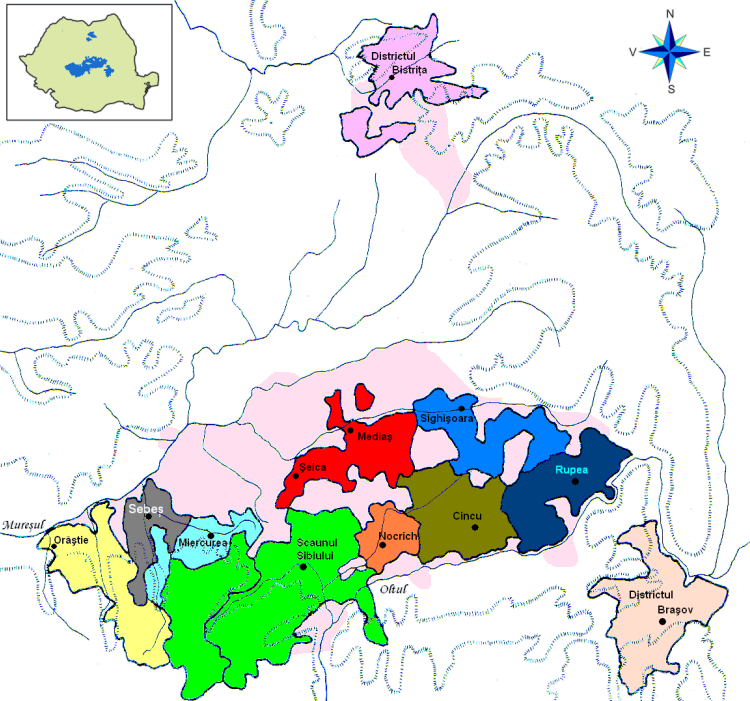
Assentos medievais (ou unidades administrativas) dos saxões da Transilvânia

Ladislau V da Hungria mandou executar Ladislau Corvino em 16 de março de 1457. A mãe de Corvino, Elizabeth Szilágyi, e seu irmão, Michael Szilágyi, incitaram uma rebelião contra o rei. Aproveitando a guerra civil na Hungria, Vlad ajudou Estevão, filho de Bogdan II da Moldávia, em seu movimento para tomar a Moldávia em junho de 1457. Vlad também invadiu a Transilvânia e saqueou as aldeias ao redor de Brașov e Sibiu. As primeiras histórias alemãs sobre Vlad relatam que ele carregou "homens, mulheres e crianças" de uma aldeia saxônica para a Valáquia e os empalou. Como os saxões da Transilvânia permaneceram leais ao rei, o ataque de Vlad contra eles fortaleceu a posição dos Szilágyis. 
Os representantes de Vlad participaram das negociações de paz entre Michael Szilágyi e os saxões. De acordo com o tratado, os burgueses de Brașov concordaram em expulsar Dan da sua cidade. Vlad prometeu que os mercadores de Sibiu poderiam livremente “comprar e vender” bens na Valáquia em troca do “mesmo tratamento” dos mercadores valáquios na Transilvânia. Vlad referiu-se a Michael Szilágyi como “seu Senhor e irmão mais velho” numa carta datada de 1 de dezembro de 1457.
O irmão mais novo de Ladislau Corvino, Matias Corvino, foi eleito rei da Hungria em 24 de janeiro de 1458. Ele ordenou aos burgueses de Sibiu que mantivessem a paz com Vlad em 3 de março.   Vlad se autodenominou "Senhor e governante de toda a Valáquia e dos ducados de Amlaș e Făgăraș" em 20 de setembro de 1459, mostrando que ele havia tomado posse de ambos os feudos tradicionais da Transilvânia dos governantes da Valáquia. Michael Szilágyi permitiu que o boyar Michael (um oficial de Ladislau II da Valáquia) e outros boiardos da Valáquia para se estabelecerem na Transilvânia no final de março de 1458. Em pouco tempo, Vlad mandou matar o boiardo Miguel.
Em maio, Vlad pediu aos burgueses de Brașov que enviassem artesãos para a Valáquia, mas seu relacionamento com os saxões se deteriorou antes do final do ano. De acordo com uma teoria acadêmica, o conflito surgiu depois que Vlad proibiu os saxões de entrar na Valáquia, forçando-os a vender seus produtos aos mercadores valáquios em feiras obrigatórias de fronteira. As tendências proteccionistas ou as feiras de fronteira de Vlad não estão documentadas. Em vez disso, em 1476, Vlad enfatizou que sempre promoveu o livre comércio durante seu reinado. 

Os saxões confiscaram o aço que um comerciante valáquio havia comprado em Brașov sem lhe devolver o preço. Em resposta, Vlad "saqueou e torturou" alguns mercadores saxões, de acordo com uma carta que Bassarabe Laiotă (um filho de Dan II da Valáquia) escreveu em 21 de janeiro de 1459. Basarab estabeleceu-se em Sighișoara e reivindicou a Valáquia. No entanto, Matias Corvino apoiou Dan III (que estava novamente em Brașov) contra Vlad. Dan III afirmou que Vlad mandou empalar ou queimar vivos mercadores saxões e seus filhos na Valáquia.
Você sabe que o rei Matias me enviou, e quando cheguei a Țara Bârsei, os oficiais e conselheiros de Brașov e os velhos de Țara Bârsei gritaram para nós com o coração partido sobre as coisas que Drácula, nosso inimigo, fez; como ele não permaneceu fiel ao nosso Senhor, o rei, e ficou do lado dos [otomanos]. ... [Ele] capturou todos os mercadores de Brașov e Țara Bârsei que haviam ido em paz para a Valáquia e levaram todas as suas riquezas, mas ele não ficou satisfeito apenas com a riqueza dessas pessoas, mas os prendeu e empalou, 41 ao todo. Nem essas pessoas foram suficientes; ele se tornou ainda mais malvado e reuniu 300 meninos de Brașov e Țara Bârsei que encontrou na ... Valáquia. Destes, ele empalou alguns e queimou outros.  – Carta de Bassarabe Laiotă aos conselheiros de Brașov e Țara Bârsei
Dan III invadiu a Valáquia, mas Vlad o derrotou e o executou antes de 22 de abril de 1460. Vlad invadiu o sul da Transilvânia e destruiu os subúrbios de Brașov, ordenando o empalamento de todos os homens e mulheres que haviam sido capturados. Durante as negociações que se seguiram, Vlad exigiu a expulsão ou punição de todos os refugiados valáquios de Brașov. A paz foi restaurada antes de 26 de julho de 1460, quando Vlad se dirigiu aos burgueses de Brașov como seus "irmãos e amigos". Vlad invadiu a região ao redor de Amlaș e Făgăraș em 24 de agosto para punir os habitantes locais que apoiaram Dan III.

#### Guerra otomana

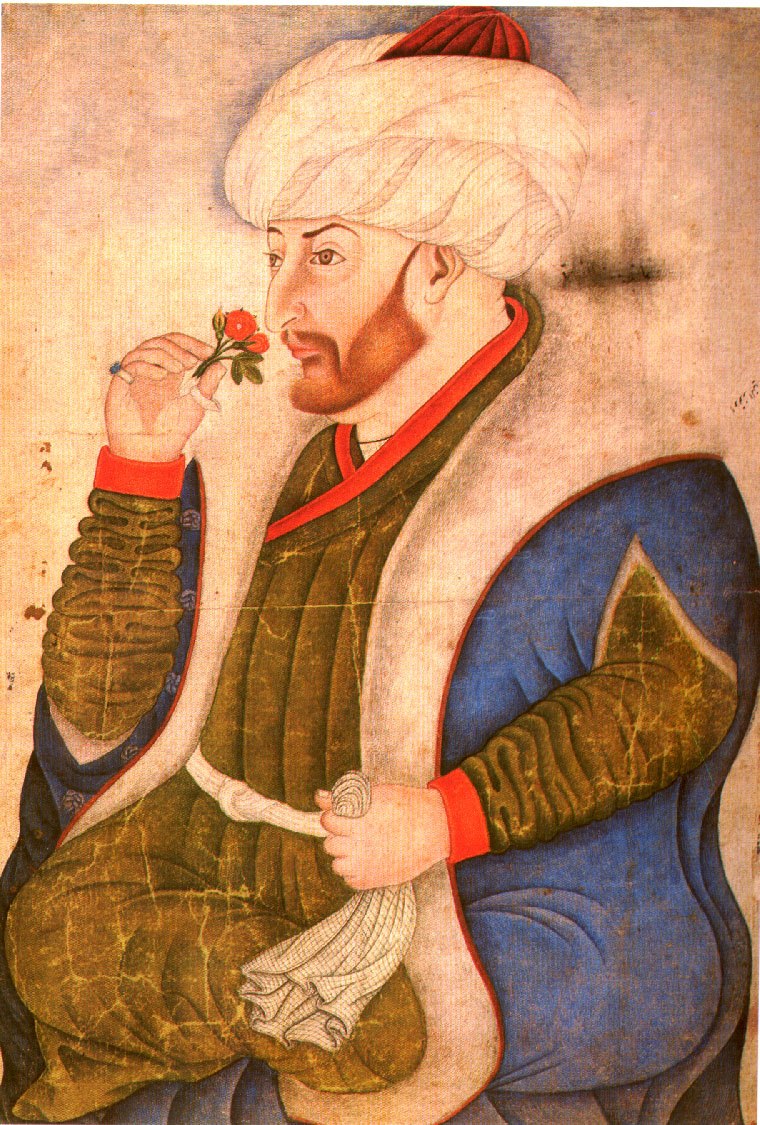
O sultão otomano, Maomé II, que invadiu a Valáquia durante o reinado de Vlad

Konstantin Mihailović (que serviu como janízaro no exército do sultão) registrou que Vlad se recusou a prestar homenagem ao sultão em um ano não especificado. O historiador renascentista Giovanni Maria degli Angiolelli também escreveu que Vlad não pagou tributo ao sultão durante três anos. Ambos os registros sugerem que Vlad ignorou a suserania do sultão otomano, Maomé II, já em 1459, mas ambas as obras foram escritas décadas após os eventos. Tursun Beg (um secretário da corte do sultão) afirmou que Vlad só se voltou contra o Império Otomano quando o sultão "estava ausente na longa expedição em Trebizonda" em 1461. De acordo com Tursun Beg, Vlad iniciou novas negociações com Matias Corvino, mas o sultão logo foi informado por seus espiões. Maomé enviou seu enviado, o grego Thomas Katabolinos (também conhecido como Yunus bey), para a Valáquia, ordenando que Vlad fosse a Constantinopla. Ele também enviou instruções secretas a Hamza, bei de Nicópolis, para capturar Vlad depois que ele cruzasse o Danúbio. Vlad descobriu o "engano e a trapaça" do sultão, capturou Hamza e Katabolinos e os executou.
Após a execução dos oficiais otomanos, Vlad deu ordens em turco fluente ao comandante da fortaleza de Giurgiu para abrir os portões, permitindo que os soldados valáquios invadissem a fortaleza e a capturassem. Ele invadiu o Império Otomano, devastando as aldeias ao longo do Danúbio. Ele informou Matias Corvino sobre a ação militar em uma carta em 11 de fevereiro de 1462. Ele afirmou que mais de "23.884 turcos e búlgaros" foram mortos por sua ordem durante a campanha. Ele procurou assistência militar de Corvino, declarando que havia quebrado a paz com o sultão "pela honra" do rei e da Santa Coroa da Hungria e "pela preservação do cristianismo e pelo fortalecimento da fé católica". A relação entre a Moldávia e a Valáquia tornou-se tensa em 1462, de acordo com uma carta do governador genovês de Cafama.
Ao saber da invasão de Vlad, Maomé II levantou um exército de mais de 150 000 homens que se dizia ser "o segundo em tamanho apenas para aquele" que ocupou Constantinopla em 1453, de acordo com Chalkokondyles. O tamanho do exército sugere que o sultão queria ocupar a Valáquia, de acordo com vários historiadores (incluindo Franz Babinger, Radu Florescu e Nicolae Stoicescu). Por outro lado, Maomé concedeu a Valáquia ao irmão de Vlad, Radu, antes da invasão da Valáquia, mostrando que o principal propósito do sultão era apenas a mudança do governante da Valáquia.

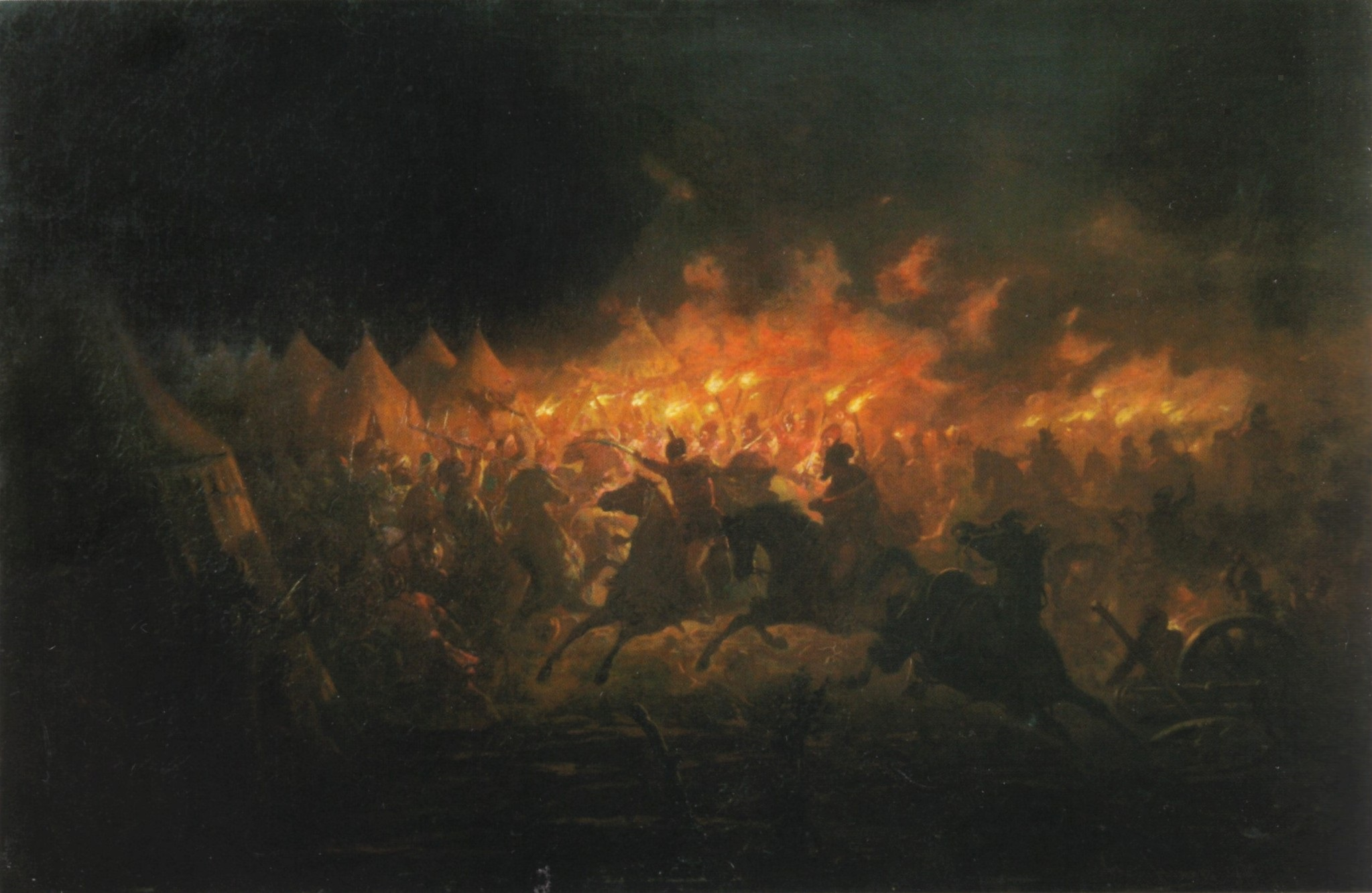
A Batalha com Tochas, uma pintura de Theodor Aman sobre o ataque noturno de Vlad em Târgoviște

A frota otomana desembarcou em Brăila (que era o único porto da Valáquia no Danúbio) em maio. O principal exército otomano cruzou o Danúbio sob o comando do sultão em Nikopol, Bulgária, em 4 de junho de 1462. Em menor número que o inimigo, Vlad adotou uma política de terra arrasada e recuou em direção a Târgoviște. Durante a noite de 16 – 17 de junho, Vlad invadiu o acampamento otomano na tentativa de capturar ou matar o sultão. Tanto a prisão como a morte do sultão teriam causado pânico entre os otomanos, o que poderia ter permitido a Vlad derrotar o exército otomano. No entanto, os valáquios “perderam a corte do próprio sultão” e atacaram as tendas dos vizires Mahmud Paxá e Isaac. Não tendo conseguido atacar o acampamento do sultão, Vlad e seus retentores deixaram o acampamento otomano ao amanhecer. Maomé entrou em Târgoviște no final de junho. A cidade estava deserta, mas os otomanos ficaram horrorizados ao descobrir uma "floresta de empalados" (milhares de estacas com carcaças de pessoas executadas), de acordo com Chalkokondyles.
O exército do sultão entrou na área dos empalamentos, que tinha dezessete estádios de comprimento e sete de largura. Havia ali grandes estacas nas quais, como foi dito, cerca de vinte mil homens, mulheres e crianças foram cuspidos, um espetáculo e tanto para os turcos e para o próprio sultão. O sultão ficou surpreso e disse que não era possível privar do seu país um homem que tinha feito tão grandes feitos, que tinha uma compreensão tão diabólica de como governar o seu reino e o seu povo. E ele disse que um homem que fez tais coisas valia muito. O restante dos turcos ficou pasmo ao ver a multidão de homens nas estacas. Havia bebês também presos às mães nas estacas, e pássaros faziam ninhos em suas entranhas. – Laonikos Chalkokondyles: As Histórias
Tursun Beg registrou que os otomanos sofreram com o calor do verão e com a sede durante a campanha. O sultão decidiu retirar-se da Valáquia e marchou em direção a Brăila. Estevão III da Moldávia correu para Chilia (hoje Kiliya na Ucrânia) para tomar a importante fortaleza onde uma guarnição húngara havia sido colocada. Vlad também partiu para Chilia, mas deixou para trás uma tropa de 6 000 homens para tentar impedir a marcha do exército do sultão, mas os otomanos derrotaram os valáquios. Estêvão da Moldávia foi ferido durante o cerco de Chilia e retornou à Moldávia antes que Vlad chegasse à fortaleza.
O principal exército otomano deixou a Valáquia, mas o irmão de Vlad, Radu, e suas tropas otomanas ficaram para trás na planície de Bărăgan. Radu enviou mensageiros aos valáquios, lembrando-os de que o sultão poderia invadir novamente seu país. Embora Vlad tenha derrotado Radu e seus aliados otomanos em duas batalhas durante os meses seguintes, mais e mais valáquios desertaram para Radu. Vlad retirou-se para os Cárpatos, esperando que Matias Corvino o ajudasse a recuperar o seu trono. No entanto, Alberto de Istenmező, o representante do Conde dos Székelys, recomendou em meados de agosto que os saxões reconhecessem Radu. Radu também fez uma oferta aos burgueses de Brașov para confirmar os seus privilégios comerciais e pagar-lhes uma compensação de 15 000 ducados.

### Prisão na Hungria

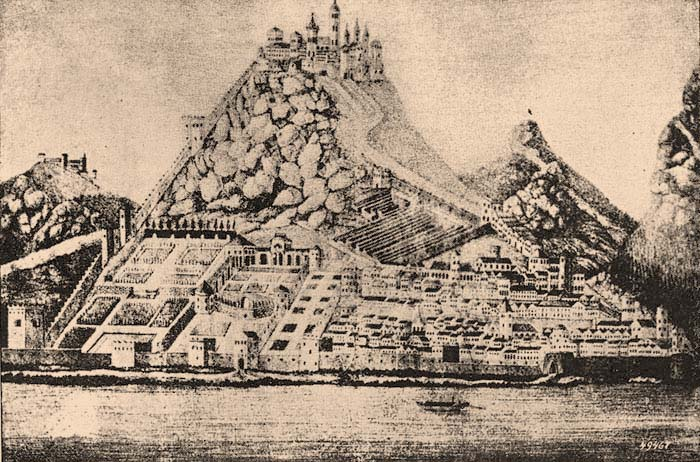
Palácios renascentistas da residência de verão de Matias Corvino em Visegrád (gravura da década de 1480)

Matias Corvino chegou à Transilvânia em novembro de 1462. As negociações entre Corvino e Vlad duraram semanas, mas Corvino não queria fazer guerra contra o Império Otomano. Por ordem do rei, seu comandante mercenário tcheco, John Jiskra de Brandýs, capturou Vlad perto de Rucăr, na Valáquia.
Para fornecer uma explicação para a prisão de Vlad ao Papa Pio II e aos venezianos (que haviam enviado dinheiro para financiar uma campanha contra o Império Otomano), Corvino apresentou três cartas, supostamente escritas por Vlad em 7 de novembro de 1462, para Maomé II, Mahmud Paxá e Estevão da Moldávia. De acordo com as cartas, Vlad ofereceu-se para unir as suas forças ao exército do sultão contra a Hungria se o sultão o restaurasse ao seu trono. A maioria dos historiadores concorda que os documentos foram falsificados para justificar a prisão de Vlad. O historiador da corte de Corvino, Antonio Bonfini, admitiu que o motivo da prisão de Vlad nunca foi esclarecido. Florescu escreve: "[O] estilo de escrita, a retórica de submissão dócil (dificilmente compatível com o que sabemos do caráter de Drácula), a formulação desajeitada e o latim pobre" são evidências de que as cartas não puderam ser escritas por ordem de Vlad. Ele associa o autor da falsificação a um padre saxão de Brașov.
Vlad foi primeiro preso "na cidade de Belgrado" (hoje Alba Iulia na Romênia), de acordo com Chalkokondyles. Em pouco tempo, ele foi levado para Visegrád, onde ficou detido por quatorze anos. Não foram preservados documentos referentes a Vlad entre 1462 e 1475. No verão de 1475, Estevão III da Moldávia enviou seus emissários a Matias Corvino, pedindo-lhe que enviasse Vlad à Valáquia contra Bassarabe Laiotă, que se submetera aos otomanos. Estêvão queria garantir a Valáquia para um governante que tinha sido inimigo do Império Otomano, porque "os valáquios [eram] como os turcos" para os moldavos, de acordo com sua carta. De acordo com as histórias eslavas sobre Vlad, ele só foi libertado depois de se converter ao catolicismo.

### Terceiro reinado e morte
Matias Corvino reconheceu Vlad como o príncipe legítimo da Valáquia, mas não lhe forneceu assistência militar para recuperar seu principado. Vlad se estabeleceu em uma casa em Pest. Quando um grupo de soldados invadiu a casa enquanto perseguia um ladrão que havia tentado se esconder lá, Vlad mandou executar seu comandante porque eles não pediram sua permissão antes de entrar em sua casa, de acordo com as histórias eslavas sobre sua vida. Vlad mudou-se para a Transilvânia em junho de 1475.  Ele queria se estabelecer em Sibiu e enviou seu emissário à cidade no início de junho para providenciar uma casa para ele. Maomé  II reconheceu Basarab Laiotă como o governante legítimo da Valáquia. Corvino ordenou aos burgueses de Sibiu que dessem 200 florins de ouro a Vlad, provenientes das receitas reais, no dia 21 de setembro, mas Vlad deixou a Transilvânia para Buda em outubro.
Vlad comprou uma casa em Pécs que ficou conhecida como Drakula háza ("casa do Drácula" em húngaro). Em janeiro de 1476, John Pongrác de Dengeleg, Voivode da Transilvânia, instou o povo de Brașov a enviar a Vlad todos os seus apoiantes que se tinham estabelecido na cidade, porque Corvino e Basarab Laiotă tinham concluído um tratado. A relação entre os saxões da Transilvânia e Basarab permaneceu tensa, e os saxões deram abrigo aos oponentes de Basarab durante os meses seguintes. Corvino enviou Vlad e o sérvio Vuk Grgurević para lutar contra os otomanos na Bósnia no início de 1476. Eles capturaram Srebrenica e outras fortalezas em fevereiro e março de 1476. Na campanha da Bósnia, Vlad mais uma vez recorreu às suas táticas de terror, empalando em massa soldados turcos capturados e massacrando civis em assentamentos conquistados. Suas tropas destruíram principalmente Srebrenica, Kuslat e Zvornik. 

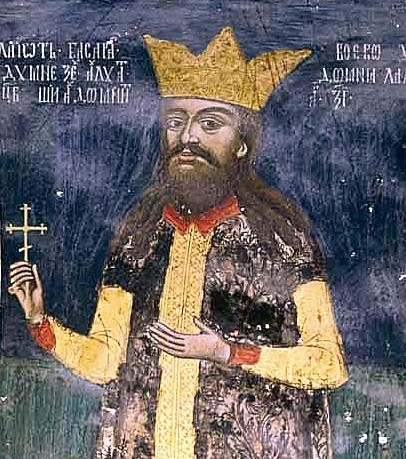
Bassarabe Laiotă, que tentou defender seu trono contra Vlad com apoio otomano

Maomé II invadiu a Moldávia e derrotou Estêvão III na Batalha de Valea Albă em 26 de julho de 1476. Estevão Báthory e Vlad entraram na Moldávia, forçando o sultão a levantar o cerco à fortaleza de Târgu Neamț no final de agosto, de acordo com uma carta de Matias Corvino. O contemporâneo Jakob Unrest acrescentou que Vuk Grgurević e um membro da nobre família Jakšić também participaram da luta contra os otomanos na Moldávia.
Matias Corvino ordenou aos saxões da Transilvânia que apoiassem a invasão planejada por Báthory à Valáquia em 6 de setembro de 1476, informando-os também que Estêvão da Moldávia também invadiria a Valáquia. Vlad permaneceu em Brașov e confirmou os privilégios comerciais dos burgueses locais na Valáquia em 7 de outubro de 1476. As forças de Báthory capturaram Târgoviște em 8 de novembro. Estêvão da Moldávia e Vlad confirmaram cerimonialmente sua aliança e ocuparam Bucareste, forçando Basarab Laiotă a buscar refúgio no Império Otomano em 16 de novembro. Vlad informou os mercadores de Brașov sobre sua vitória, instando-os a irem para a Valáquia. Ele foi coroado antes dos 26 de novembro.
Bassarabe Laiotă retornou à Valáquia com apoio otomano, e Vlad morreu lutando contra eles no final de dezembro de 1476 ou início de janeiro de 1477. Em carta escrita em 10 de janeiro de 1477, Estevão III da Moldávia relatou que a comitiva moldava de Vlad também havia sido massacrada. De acordo com as "fontes mais confiáveis", o exército de Vlad, de cerca de 2 000 homens, foi encurralado e destruído por uma força turco-Bassarabe de 4 000 homens perto de Snagov. As circunstâncias exatas de sua morte não são claras. O cronista austríaco Jacob Unrest afirmou que um assassino turco disfarçado assassinou Vlad em seu acampamento. Em contraste, o estadista russo Fyodor Kuritsyn – que entrevistou a família de Vlad após sua morte – relatou que o voivoda foi confundido com um turco por suas próprias tropas durante a batalha, fazendo com que elas o atacassem e o matassem. Florescu e Raymond T. McNally comentaram este relato observando que Vlad frequentemente se disfarçava de soldado turco como parte de artimanhas militares. Segundo Leonardo Botta, o embaixador milanês em Buda, os otomanos cortaram o cadáver de Vlad em pedaços. Bonfini escreveu que a cabeça de Vlad foi enviada a Maomé II;  acabou sendo colocado em uma estaca alta em Constantinopla. Sua cabeça decepada teria sido exibida e enterrada na Rua Voivode (hoje Bankalar Caddesi) em Karaköy. Há rumores de que Voyvoda Han, localizado em Bankalar Caddesi No. 19, foi a última parada do crânio de Vlad Tepeş. As tradições camponesas locais afirmam que o que restou do cadáver de Vlad foi mais tarde descoberto nos pântanos de Snagov por monges do mosteiro próximo.
O local do seu sepultamento é desconhecido. De acordo com a tradição popular (que foi registrada pela primeira vez no final do século XIX), Vlad foi enterrado no Mosteiro de Snagov. Entretanto, as escavações realizadas por Dinu V. Rosetti em 1933 não encontraram nenhum túmulo abaixo da suposta "lápide não identificada" de Vlad na igreja do mosteiro. Rosetti relatou: "Sob a lápide atribuída a Vlad, não havia tumba. Apenas muitos ossos e mandíbulas de cavalos". O historiador Constantin Rezachevici disse que Vlad foi provavelmente enterrado na primeira igreja do Mosteiro de Comana, que havia sido estabelecido por Vlad e ficava perto do campo de batalha onde ele foi morto.

## Família
|  |                                   |  |  |  |  |  |  |  |  |  |  |  |  |  |  |  |
|  | 16. Nicolau Alexandre da Valáquia |  |  |  |  |  |  |  |  |  |  |  |  |  |  |  |
|  |                                   |  |  |  |  |  |  |  |  |  |  |  |  |  |  |  |
|  |                                   |  |  |  |  |  |  |  |  |  |  |  |  |  |  |  |
|  | 8. Radu I da Valáquia             |  |  |  |  |  |  |  |  |  |  |  |  |  |  |  |
|  |                                   |  |  |  |  |  |  |  |  |  |  |  |  |  |  |  |
|  |                                   |  |  |  |  |  |  |  |  |  |  |  |  |  |  |  |
|  | 17. Clara Dobokai                 |  |  |  |  |  |  |  |  |  |  |  |  |  |  |  |
|  |                                   |  |  |  |  |  |  |  |  |  |  |  |  |  |  |  |
|  |                                   |  |  |  |  |  |  |  |  |  |  |  |  |  |  |  |
|  | 4. Mircea I da Valáquia           |  |  |  |  |  |  |  |  |  |  |  |  |  |  |  |
|  |                                   |  |  |  |  |  |  |  |  |  |  |  |  |  |  |  |
|  |                                   |  |  |  |  |  |  |  |  |  |  |  |  |  |  |  |
|  | 9. Kalinikia                      |  |  |  |  |  |  |  |  |  |  |  |  |  |  |  |
|  |                                   |  |  |  |  |  |  |  |  |  |  |  |  |  |  |  |
|  |                                   |  |  |  |  |  |  |  |  |  |  |  |  |  |  |  |
|  | 2. Vlad II da Valáquia            |  |  |  |  |  |  |  |  |  |  |  |  |  |  |  |
|  |                                   |  |  |  |  |  |  |  |  |  |  |  |  |  |  |  |
|  |                                   |  |  |  |  |  |  |  |  |  |  |  |  |  |  |  |
|  | 1. Vlad III Drácula da Valáquia   |  |  |  |  |  |  |  |  |  |  |  |  |  |  |  |
|  |                                   |  |  |  |  |  |  |  |  |  |  |  |  |  |  |  |
|  |                                   |  |  |  |  |  |  |  |  |  |  |  |  |  |  |  |
|  | 6. Alexandre I da Moldávia (?)    |  |  |  |  |  |  |  |  |  |  |  |  |  |  |  |
|  |                                   |  |  |  |  |  |  |  |  |  |  |  |  |  |  |  |
|  |                                   |  |  |  |  |  |  |  |  |  |  |  |  |  |  |  |
|  | 3. Eupraxia da Moldávia (?)       |  |  |  |  |  |  |  |  |  |  |  |  |  |  |  |
|  |                                   |  |  |  |  |  |  |  |  |  |  |  |  |  |  |  |
|  |                                   |  |  |  |  |  |  |  |  |  |  |  |  |  |  |  |

Vlad tinha duas esposas, de acordo com especialistas modernos. Sua primeira esposa pode ter sido filha ilegítima de João Corvino, de acordo com o historiador Alexandru Simon. A segunda esposa de Vlad foi Justina Szilágyi, que era prima de Matias Corvino. Ela era viúva de Vencel Pongrác de Szentmiklós quando "Ladislaus Dragwlya" se casou com ela, provavelmente em 1475.  Ela sobreviveu a Vlad Dracul e casou-se em terceiro lugar com Pál Suki e depois com János Erdélyi.
O filho mais velho de Vlad, Mihnea, nasceu em 1462. O segundo filho anônimo de Vlad foi morto antes de 1486. O terceiro filho de Vlad, Vlad Drakwlya, reivindicou sem sucesso a Valáquia por volta de 1495. Ele foi o antepassado da nobre família Drakwla.

## Legado

### Reputação de crueldade

#### Primeiros registros
Histórias sobre os atos brutais de Vlad começaram a circular durante sua vida. Após sua prisão, os cortesãos de Matias Corvino promoveram sua divulgação. O legado papal, Niccolo Modrussiense, já havia escrito sobre tais histórias ao Papa Pio II em 1462. Dois anos depois, o Papa incluiu-os nos seus Comentários.
Há até rumores de que Vlad mergulhava seu pão no sangue de suas vítimas empaladas; embora isso possa ser lendário. 
O Meistersinger Michael Beheim escreveu um longo poema sobre os feitos de Vlad, supostamente baseado em sua conversa com um monge católico que conseguiu escapar da prisão de Vlad. O poema, chamado Von ainem wutrich der heis Trakle waida von der Walachei ("História de um déspota chamado Drácula, Voievod da Valáquia"), foi encenada na corte de Frederico III, Sacro Imperador Romano, em Wiener Neustadt, durante o inverno de 1463. De acordo com uma das histórias de Beheim, Vlad mandou empalar dois monges para ajudá-los a ir para o céu, ordenando também que empalassem seu burro porque ele começou a zurrar após a morte de seu mestre. Beheim também acusou Vlad de duplicidade, afirmando que Vlad havia prometido apoio a Matias Corvino e Maomé II mas não cumpriu a promessa.

Em 1475, Gabriele Rangoni, bispo de Eger (e antigo legado papal), entendeu que Vlad tinha sido preso por causa da sua crueldade. Rangoni também registrou o rumor de que enquanto estava na prisão Vlad pegava ratos para cortá-los em pedaços ou os espetava em pequenos pedaços de madeira, porque ele era incapaz de "esquecer sua maldade".   Antonio Bonfini também registrou anedotas sobre Vlad em sua Historia Pannonica por volta de 1495. Bonfini queria justificar tanto a remoção quanto a restauração de Vlad por Matias. Ele descreveu Vlad como "um homem de crueldade e justiça inauditas". As histórias de Bonfini sobre Vlad foram repetidas na Cosmografia de Sebastian Münster. Münster também registrou a "reputação de Vlad por justiça tirânica".
... Mensageiros turcos vieram a [Vlad] para prestar homenagens, mas se recusaram a tirar seus turbantes, de acordo com seu antigo costume, ao que ele fortaleceu seu costume pregando seus turbantes em suas cabeças com três pontas, para que eles não pudessem tirar desligue-os.

 – Antonio Bonfini: Historia Pannonica

#### Histórias alemãs

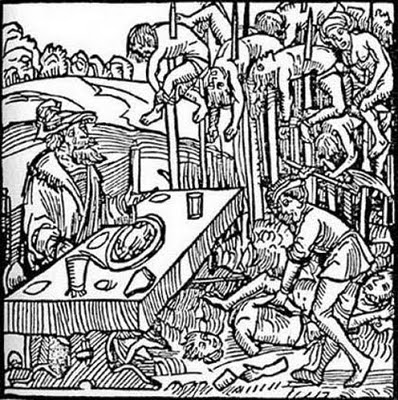
Xilogravura alemã de 1499 mostrando Drácule Waide jantando entre os corpos empalados de suas vítimas

Obras contendo histórias sobre a crueldade de Vlad foram publicadas em baixo-alemão no Sacro Império Romano antes de 1480. As histórias foram supostamente escritas no início da década de 1460, porque descrevem a campanha de Vlad através do Danúbio no início de 1462, mas não se referem a Maomé. A invasão da Valáquia por II em junho do mesmo ano.  Eles fornecem uma narração detalhada dos conflitos entre Vlad e os saxões da Transilvânia, mostrando que eles se originaram "nas mentes literárias dos saxões".
As histórias sobre os ataques de pilhagem de Vlad na Transilvânia foram claramente baseadas em relatos de testemunhas oculares, porque contêm detalhes precisos (incluindo as listas das igrejas destruídas por Vlad e as datas dos ataques). Eles descrevem Vlad como um “psicopata demente, um sádico, um assassino horrível, um masoquista”, pior que Calígula e Nero. No entanto, as histórias que enfatizam a crueldade de Vlad devem ser tratadas com cautela porque seus atos brutais foram muito provavelmente exagerados (ou mesmo inventados) pelos saxões.

A invenção da impressão de tipos móveis contribuiu para a popularidade das histórias sobre Vlad, tornando-as um dos primeiros "best-sellers" na Europa. Para aumentar as vendas, foram publicados em livros com xilogravuras nas páginas de título que retratavam cenas horríveis. Por exemplo, as edições publicadas em Nuremberga em 1499 e em Estrasburgo em 1500 retratam Vlad jantando numa mesa rodeado de pessoas mortas ou moribundas em postes.
... [Vlad] mandou construir um grande caldeirão de cobre e colocou uma tampa de madeira com furos no topo. Ele colocou as pessoas no caldeirão e colocou suas cabeças nos buracos e prendeu-as ali; então ele o encheu de água e acendeu fogo embaixo dele e deixou as pessoas chorarem até morrerem fervidas. E então ele inventou torturas assustadoras, terríveis e inéditas. Ele ordenou que as mulheres fossem empaladas junto com seus bebês na mesma estaca. Os bebês lutaram por suas vidas nos seios da mãe até morrerem. Depois mandou cortar os seios das mulheres e colocou os bebês dentro de cabeça; assim, ele os empalou juntos. – Sobre um tirano travesso chamado Drácula vodă (No.12–13)

#### Histórias eslavas
Existem mais de vinte manuscritos (escritos entre os séculos XV e XVIII) que preservaram o texto do Skazanie o Drakule voievode (O Conto sobre o Voivode Drácula). Os manuscritos foram escritos em russo, mas copiaram um texto que havia sido originalmente registrado em uma língua eslava do sul, porque contêm expressões estranhas à língua russa, mas usadas em expressões idiomáticas eslavas do sul (como diavol para "mal"). O texto original foi escrito em Buda entre 1482 e 1486.
As dezenove anedotas no Skazanie são mais longas do que as histórias alemãs sobre Vlad. Eles são uma mistura de fatos e ficção, de acordo com o historiador Raymond T. McNally. Quase metade das anedotas enfatizam, tal como as histórias alemãs, a brutalidade de Vlad, mas também sublinham que a sua crueldade lhe permitiu fortalecer o governo central na Valáquia. Por exemplo, a Skazanie escreve sobre uma taça de ouro que ninguém ousava roubar numa fonte porque Vlad "odiava roubar tão violentamente... que qualquer um que causasse algum mal ou roubo... não vivia muito", promovendo assim a ordem pública, e a história alemã sobre a campanha de Vlad contra o território otomano sublinhou os seus actos cruéis enquanto a Skazanie enfatizou a sua diplomacia bem-sucedida chamando-o de "zlomudry" ou "mal-sábio". Por outro lado, a Skazanie criticou duramente Vlad pela sua conversão ao catolicismo, atribuindo a sua morte a esta apostasia.  Alguns elementos das anedotas foram posteriormente adicionados às histórias russas sobre Ivan, o Terrível, da Rússia.

#### Afirmação pelos padrões modernos
Os assassínios em massa que Vlad cometeu de forma indiscriminada e brutal seriam provavelmente considerados actos de genocídio e crimes de guerra pelos padrões actuais. O ministro da defesa romeno, Ioan Mircea Pașcu, afirmou que Vlad teria sido condenado por crimes contra a humanidade se tivesse sido julgado em Nuremberga.

##### Possível hemolacria
De acordo com uma pesquisa publicada em 2023 com base na análise de amostras coletadas de cartas escritas por Vlad, ele pode ter tido uma condição rara conhecida como hemolacria, que faz com que as lágrimas de uma pessoa sejam parcialmente compostas de sangue.

##### Herói nacional

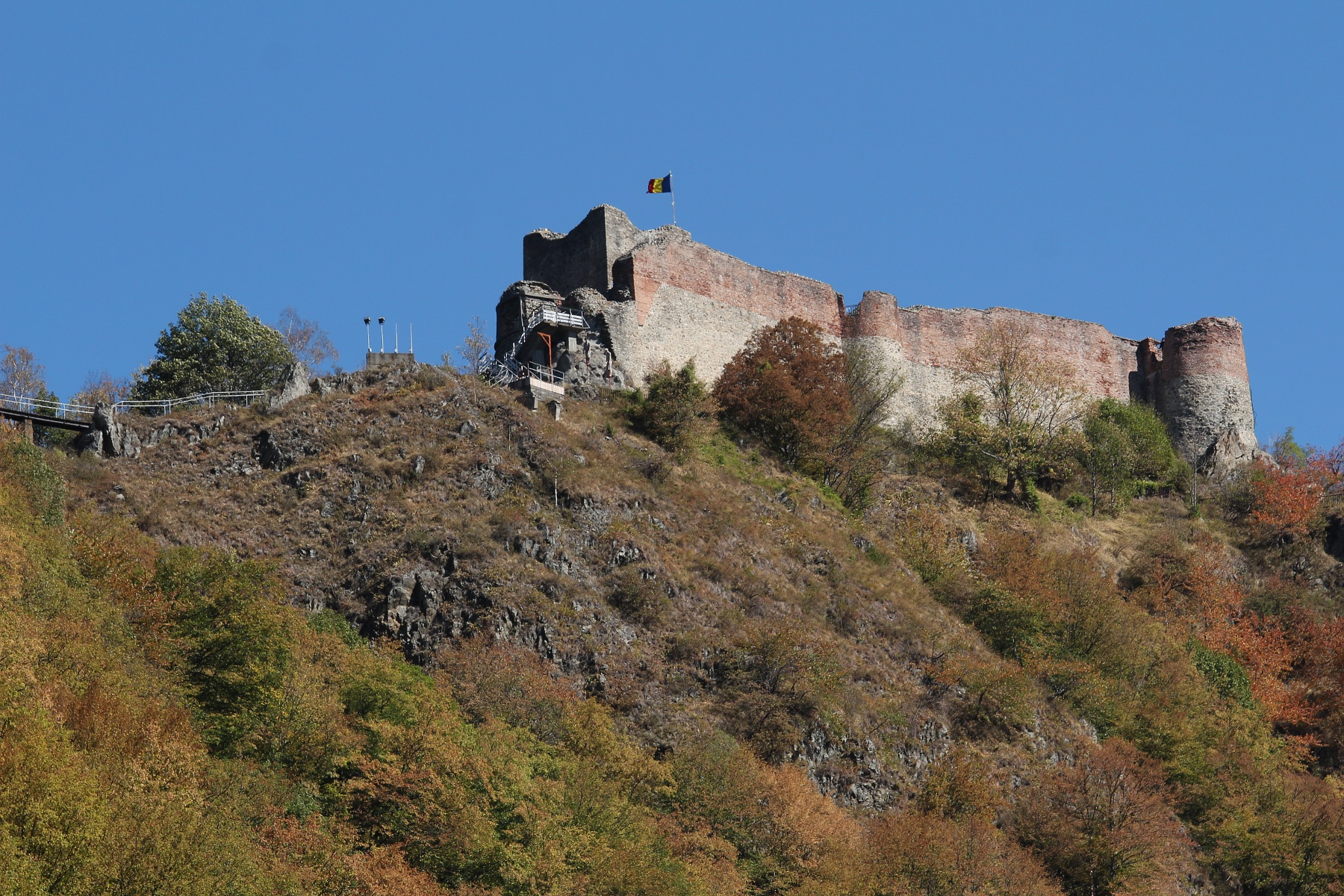
Ruínas do Castelo Poenari, cenário de um conto popular sobre Vlad

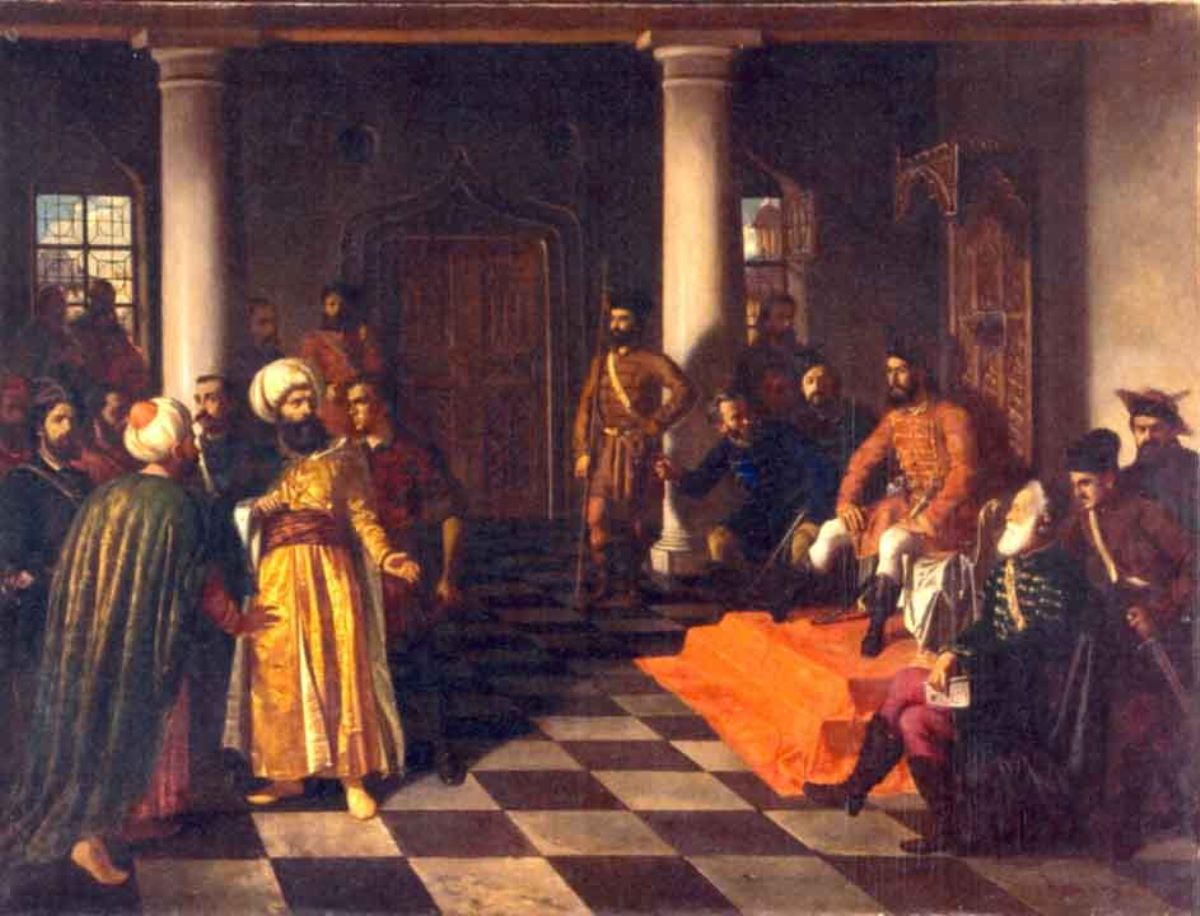
Vlad, o Empalador, e os enviados turcos, pintura de Theodor Aman

A Crônica de Cantacuzino foi a primeira obra histórica romena a registrar um conto sobre Vlad, o Empalador, narrando o empalamento dos velhos boiardos de Târgoviște pelo assassinato de seu irmão, Dan. A crônica acrescentou que Vlad forçou os jovens boiardos e suas esposas e filhos a construir o Castelo Poenari. A lenda do Castelo Poenari foi mencionada em 1747 por Neofit Eu, Metropolita de Ungro–Wallachia, que complementei com a história de Meșterul Manole, que supostamente emparedou sua noiva para evitar o desmoronamento das paredes do castelo durante o projeto de construção. No início do século XX, Constantin Rădulescu-Codin, um professor do Condado de Muscel, onde o castelo estava situado, publicou uma lenda local sobre a carta de concessão de Vlad "escrita em pele de coelho" para os moradores que o ajudaram a escapar do Castelo de Poenari para a Transilvânia durante a invasão otomana da Valáquia.  Em outras aldeias da região, a doação é atribuída ao lendário Radu Negru.
Rădulescu-Codin registou outras lendas locais, algumas das quais também são conhecidas das histórias alemãs e eslavas sobre Vlad, sugerindo que as últimas histórias preservaram a tradição oral. Por exemplo, os contos sobre a queima dos preguiçosos, dos pobres e dos coxos por ordem de Vlad e a execução da mulher que tinha feito uma camisa muito curta para o marido também podem ser encontrados entre as anedotas alemãs e eslavas. Os camponeses que contavam as histórias sabiam que o apelido de Vlad estava ligado aos frequentes empalamentos durante seu reinado, mas disseram que apenas tais atos cruéis poderiam garantir a ordem pública na Valáquia.

A maioria dos artistas romenos considera Vlad um governante justo e um tirano realista que punia criminosos e executava boiardos antipatrióticos para fortalecer o governo central. Ion Budai-Deleanu escreveu o primeiro poema épico romeno com foco nele. A Țiganiada (Épica Cigana) de Deleanu (que foi publicada apenas em 1875, quase um século após sua composição) apresentou Vlad como um herói lutando contra os boiardos, otomanos, strigoi (ou vampiros) e outros espíritos malignos à frente de um exército de ciganos e anjos. O poeta Dimitrie Bolintineanu enfatizou os triunfos de Vlad em suas Batalhas dos Romenos em meados do século XIX. século. Ele considerava Vlad um reformador cujos atos de violência eram necessários para impedir o despotismo dos boiardos. Um dos maiores poetas romenos, Mihai Eminescu, dedicou uma balada histórica, A Terceira Carta, aos valentes príncipes da Valáquia, incluindo Vlad. Ele exorta Vlad a retornar da sepultura e a aniquilar os inimigos da nação romena:
Você deve vir, ó terrível Empalador, confundi-los sob seus cuidados. Dividi-los em duas partições, aqui os tolos, os patifes ali; Empurre-os em dois recintos longe da luz do dia e isle-os, Depois atearam fogo à prisão e ao asilo para lunáticos. – Mihai Eminescu: A Terceira Carta
No início da década de 1860, o pintor Theodor Aman retratou o encontro de Vlad e os enviados otomanos, mostrando o medo dos enviados em relação ao governante valáquio. 
Desde meados do século XIX, os historiadores romenos trataram Vlad como um dos maiores governantes romenos, enfatizando sua luta pela independência das terras romenas. Até os actos de crueldade de Vlad foram frequentemente representados como actos racionais ao serviço do interesse nacional. Alexandru Dimitrie Xenopol foi um dos primeiros historiadores a enfatizar que Vlad só poderia parar as lutas internas dos partidos boiardos por meio de seus atos de terror.  Constantin C. Giurescu observou: "As torturas e execuções que [Vlad] ordenou não foram por capricho, mas sempre tiveram uma razão, e muitas vezes uma razão de estado". Ioan Bogdan foi um dos poucos historiadores romenos que não aceitou esta imagem heroica.  Em sua obra publicada em 1896, Vlad Țepeș e as narrativas alemãs e russas, ele concluiu que os romenos deveriam ter vergonha de Vlad, em vez de apresentá-lo como "um modelo de coragem e patriotismo". De acordo com uma pesquisa de opinião realizada em 1999, 4,1% dos participantes escolheram Vlad, o Empalador, como uma das "personalidades históricas mais importantes que influenciaram o destino dos romenos para melhor".

### Mitologia vampírica
As histórias sobre Vlad fizeram dele o governante medieval mais conhecido das terras romenas na Europa. No entanto, Drácula de Bram Stoker, publicado em 1897, foi o primeiro livro a fazer uma conexão entre Drácula e vampirismo. Stoker teve sua atenção atraída para os vampiros sugadores de sangue do folclore romeno pelo artigo de Emily Gerard sobre as superstições da Transilvânia (publicado em 1885). Seu conhecimento limitado sobre a história medieval da Valáquia veio do livro de William Wilkinson intitulado Relato dos Principalidades da Valáquia e da Moldávia com Observações Políticas Relativas a Eles, publicado em 1820.
Stoker "aparentemente não sabia muito sobre" Vlad, o Empalador, "certamente não o suficiente para dizermos que Vlad foi a inspiração para" o Conde Drácula, de acordo com Elizabeth Miller. Por exemplo, Stoker escreveu que Drácula era de origem Székely apenas porque ele sabia sobre as campanhas destrutivas de Átila, o Huno, e sobre a alegada origem Huna dos Székelys. A principal fonte de Stoker, Wilkinson, que aceitou a confiabilidade das histórias alemãs, descreveu Vlad como um homem perverso.  Na verdade, os documentos de trabalho de Stoker para seu livro não contêm referências à figura histórica, o nome do personagem sendo mencionado em todos os rascunhos, exceto nos posteriores, como 'Conde Wampyr'. Consequentemente, Stoker tomou emprestado o nome e "fragmentos de informações diversas" sobre a história da Valáquia ao escrever seu livro sobre o Conde Drácula.

## Aparência e representações
O legado do Papa Pio II, Niccolò Modrussa, pintou a única descrição existente de Vlad, que ele conheceu em Buda. Uma cópia do retrato de Vlad foi exibida na "galeria de retratos de monstros" no Castelo de Ambras em Innsbruck. A imagem retrata "um homem forte, cruel e de alguma forma torturado" com "olhos grandes, profundos, verde-escuros e penetrantes", de acordo com Florescu. A cor do cabelo de Vlad não pode ser determinada porque Modrussa menciona que Vlad tinha cabelos pretos, enquanto o retrato parece mostrar que ele tinha cabelos claros. A imagem retrata Vlad com um grande lábio inferior.

A má reputação de Vlad nos territórios de língua alemã pode ser detectada em várias pinturas renascentistas. Ele foi retratado entre as testemunhas do martírio de Santo André em uma pintura do século XV, exibida no Belvedere em Viena. Uma figura semelhante a Vlad é uma das testemunhas de Cristo no Calvário numa capela da Catedral de Santo Estêvão em Viena.
[Vlad] não era muito alto, mas muito atarracado e forte, com uma aparência fria e terrível, nariz forte e aquilino, narinas inchadas, rosto fino e avermelhado em que os cílios muito longos emolduravam grandes olhos verdes bem abertos; as espessas sobrancelhas pretas faziam com que parecessem ameaçadores. Seu rosto e queixo estavam barbeados, exceto por um bigode. As têmporas inchadas aumentavam o volume de sua cabeça. O pescoço de um touro conectava-se [com] sua cabeça, da qual pendiam mechas pretas e encaracoladas em sua pessoa de ombros largos.

 – Descrição de Niccolò Modrussa de Vlad, o Empalador

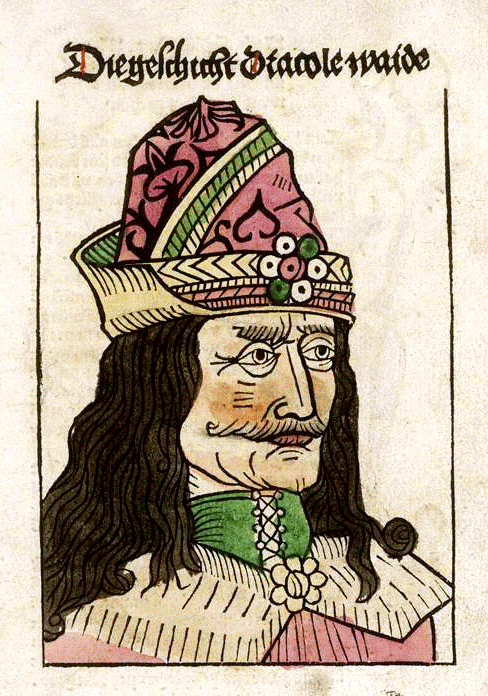
Uma xilogravura representando Vlad na página de título de um panfleto alemão sobre ele, publicado em Nuremberg em 1488
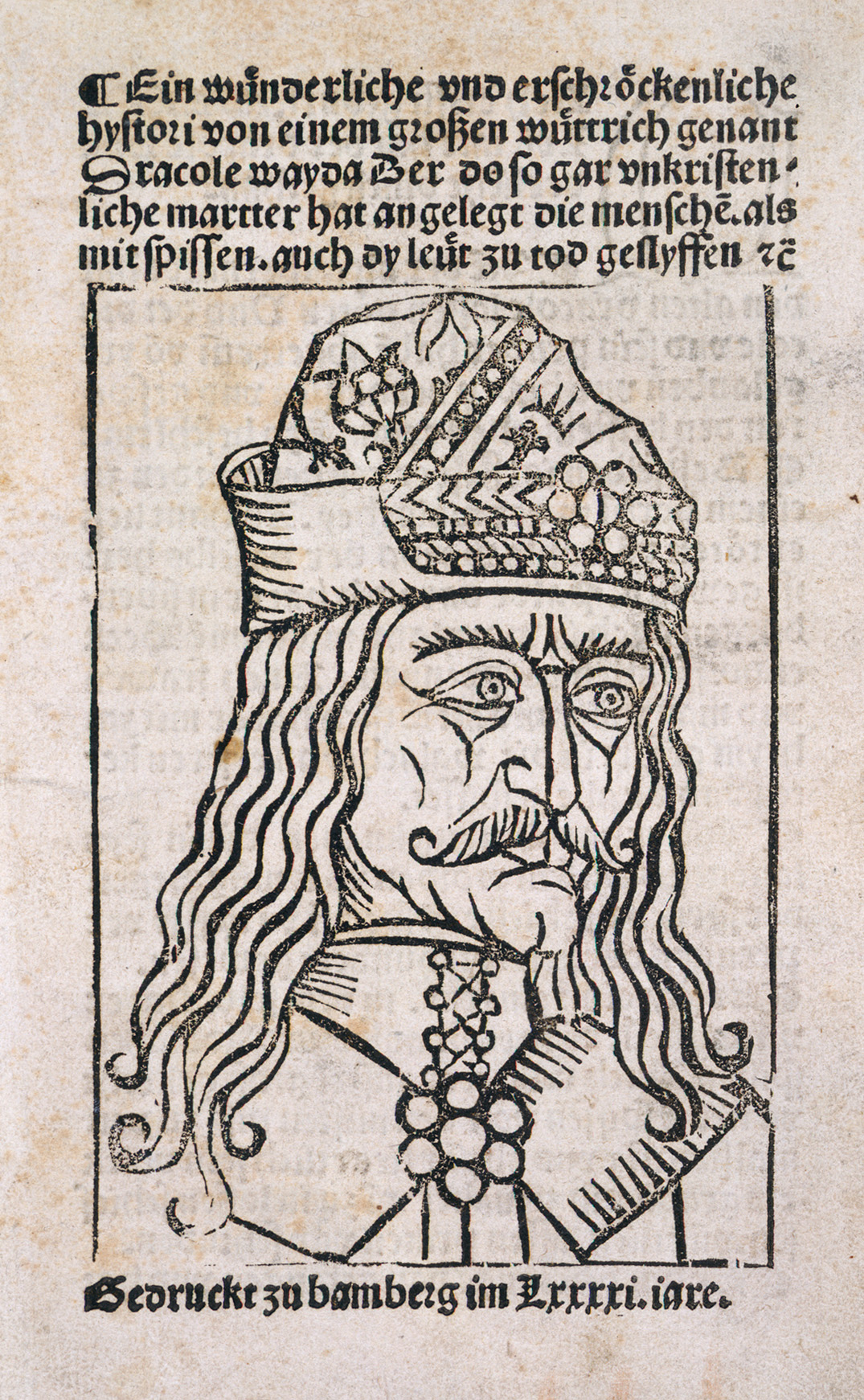
Uma gravura de 1491 de Bamberg, Alemanha, representando Dracole wayda
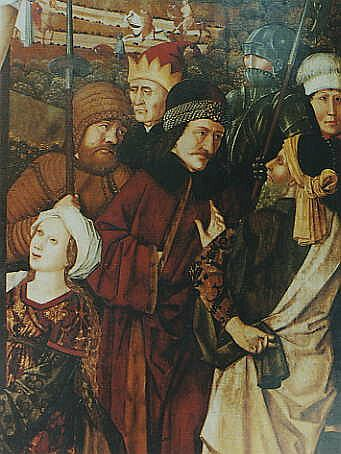
Semelhança de Vlad encontrada na pintura do Calvário de Cristo, 1460, Maria am Gestade, Viena
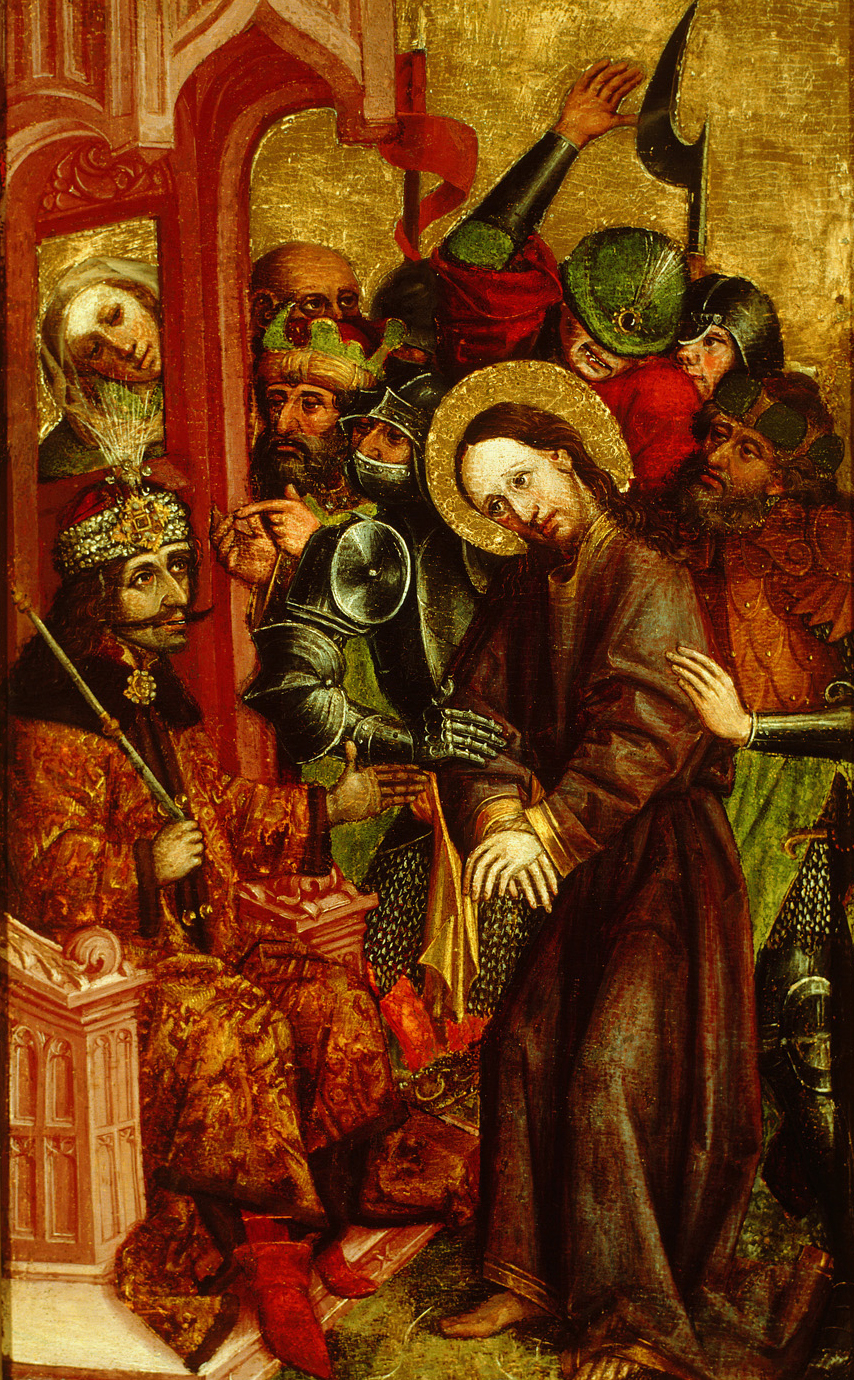
Pilatos julgando Jesus Cristo, 1463, Galeria Nacional, Liubliana
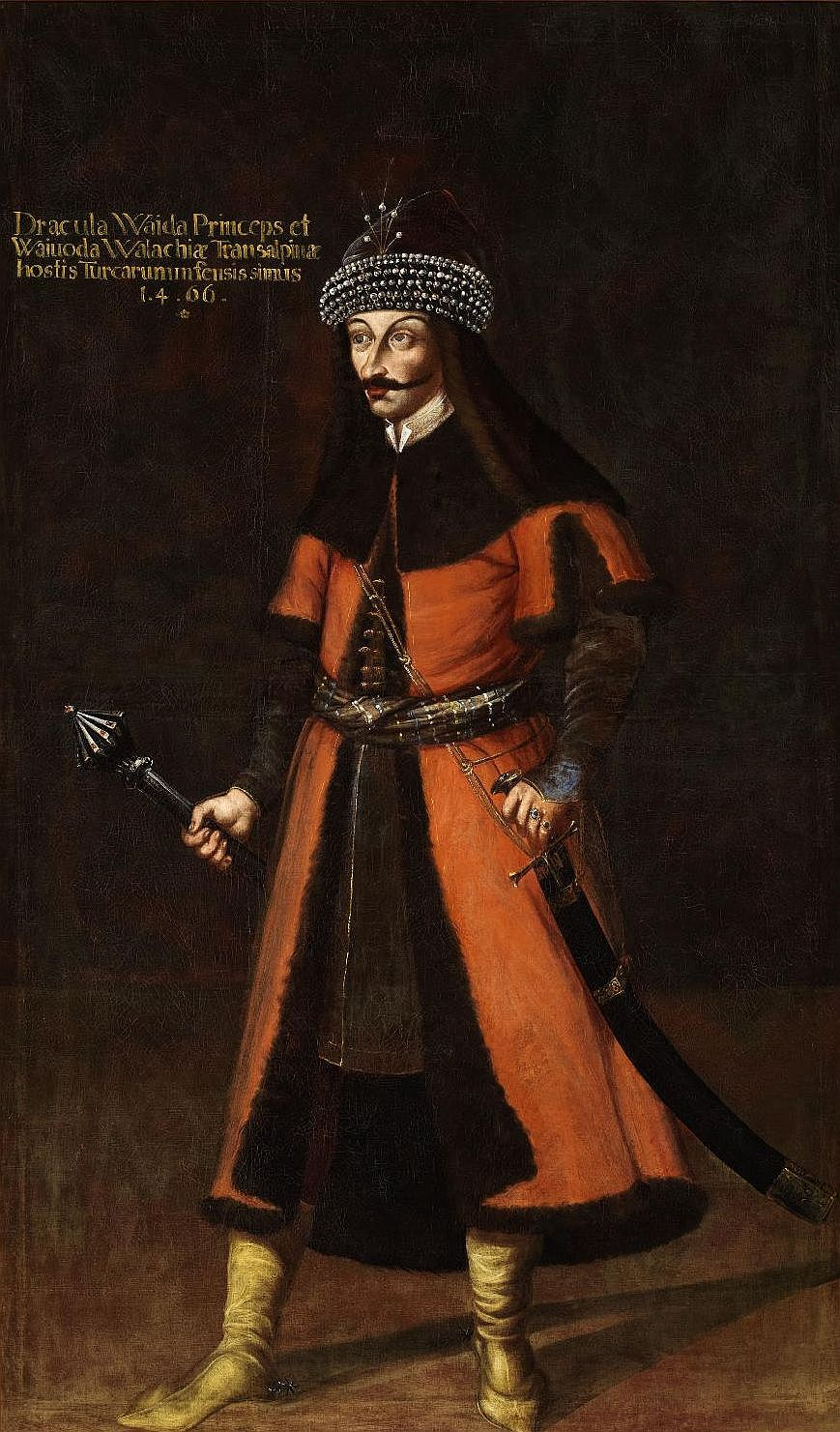
Retrato em tamanho real de Vlad Țepeș na "Galeria dos Ancestrais" da Casa de Esterházy, século XVII, Castelo Forchtenstein
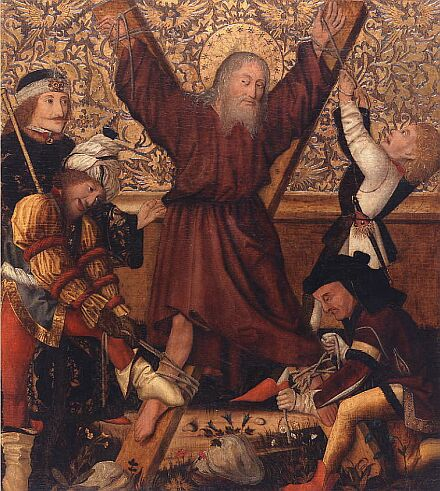
O Martírio de Santo André, 1470–1480, Galerias Belvedere